# Дневник лесбиянки
«Дневник лесбиянки» (кат. Eloïse, дословно — «Элоиса») — испанский кинофильм 2009 года режиссёра Хесуса Гарая.

## Сюжет
В начале фильма, мы слышим реплику «Элоис, мне приснилось, что я умерла», после которой, видимо, Элоис, отвечает: «Успокойся, это всего лишь страшный сон» Дальше мы узнаём, что девушка по имени Асиа находится в больнице в состоянии комы. Постепенно разворачиваются события, происходившие в жизни Асии до попадания в реанимацию: отношения с подругами, ухаживания её бойфренда Натаниэля, встреча с Элоисой, после которой Асиа становится моделью для художественных работ Элоисы. Однажды Элоиса предлагает Асии позировать обнажённой, и Асиа соглашается. После этого дружеские отношения плавно перерастают в любовные, но Асию смущает нетрадиционная форма этих отношений. В конце концов Асиа всё же решается порвать с Натаниэлем и остаться с Элоисой. Её мать понимает, что Асиа встречается с лесбиянкой, и пытается помешать ей. Она организовывает свидание Асии и Натаниэля в честь годовщины их отношений. Пока Асиа на свидании, она звонит Элоисе и просит её прийти к ней домой. Элоиса приходит, и между ними разворачивается ссора. В это время Асиа возвращается домой за забытой сумочкой. Она понимает, что Элоиса только что была здесь, и бросается следом за ней. Не заметив красного сигнала светофора, Асиа попадает под колёса автомобиля, а затем умирает в больнице от полученных травм. Но попутно мы видим, как Асиа и Элоиса садятся в автобус и уезжают, как обычно бывает в романтических фильмах, в сторону заката.

## Места съёмок
Фильм снят на каталанском языке в разных городах Каталонии — Барселоне, Бадалоне, Сант-Кугат-дель-Вальес, Террассе и Тиане.